# Ariamir
Ariamir dit Mir ou Miro (en latin : Mirus) est roi des Suèves de 570 à 583.

## Biographie
Fils et successeur de Théodemir. Il autorise la réunion du deuxième concile de Braga en juin 572. Il trouve la mort au siège de Séville où s'était réfugié le prince Herménégild, fils du roi wisigoth arien Léovigild, converti au catholicisme et poursuivi pour ce motif par son père.
De sa première épouse, il laisse un fils, Eboric, et une fille fiancée au noble Andeca. Sisegonthe, sa seconde épouse sera par la suite forcée d'épouser Andeca.